# Kempter Wald (gemeindefreies Gebiet)

Lage des gemeindefreien Gebiets „Kempter Wald“ im Landkreis Oberallgäu

Das gemeindefreie Gebiet Kempter Wald liegt im schwäbischen Landkreis Oberallgäu in Bayern. Das Gebiet mit einer Fläche von 12,04 km² grenzt an die Gemeinden Betzigau, Durach und Oy-Mittelberg. Im Osten grenzt das Gebiet an den Landkreis Ostallgäu mit den Orten Görisried, Unterthingau und Kraftisried. Höchste Erhebung ist der Knollerhag mit 956 Metern. Im Süden liegt teilweise der Truppenübungsplatz Bodelsberg (Bereitschaftsstellung Görisried-Ochsenhof). Die Kreisstraße OA 11 führt auf kurzer Strecke durch das Gebiet.
Das gleichnamige Waldgebiet reicht über die Grenzen des gemeindefreien Gebiets hinaus.